# Rærup (Aalborg Kommune)
 For alternative betydninger, se Rærup. (Se også artikler, som begynder med Rærup)
Rærup er et autoriseret stednavn for en mindre landsby beliggende 1 km syd for Vodskov i Aalborg Kommune op ad Frederikshavnmotorvejen. Motorvejsfrakørsel 17 (Vodskov) ligger ved Rærup.
I Rærup er der ca. 20-30 husstande og en tankstation.